# کایس (مالی)
شهر کایس مرکز استان کایس کشور مالی است.

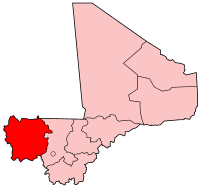